# غار دست‌ها
غارِ دست‌ها (به اسپانیایی: Cueva de las Manos) غاری در استان سانتا کروس در آرژانتین است که در فاصلهٔ ۱۶۳ کیلومتر (۱۰۱ مایل) جنوب شهر پریتو مورنو قرار دارد. این غار به‌دلیل وجود غارنگاره‌هایی از دست‌های انسان مشهور است. هنر درون این غار به ۹۰۰۰ تا ۱۳۰۰۰ سال پیش بازمی‌گردد. چندین دست انسان بر روی دیواره‌های این غار نقاشی شده‌اند که براساس تاریخ‌گذاری رادیوکربن به حدود ۹۳۰۰ سال (حدود ۷۳۰۰ پیش از میلاد) بازمی‌گردد. این تاریخ‌گذاری براساس لوله‌های ساخته‌شده از استخوان که در درون غار باقی مانده‌بودند انجام شده‌است که با این لوله‌های استخوانی رنگ را به دیوارهٔ غار اسپری می‌کردند.
در میان اَشکال متنوع غار، با مطالعهٔ لایه به لایهٔ آن‌ها، محققان نگاهی به زندگی کسانی که در غارها زندگی می‌کردند انداختند و به این نتیجه رسیدند که این غار و اطراف آن تا حدود سال ۷۰۰ میلادی و احتمالاً توسط نیاکان مردم تهولچه، قبیله‌ای از سرخ‌پوستان، که در صحرای پاتگونونی ساکن بودند مسکون بوده‌است. این غار در سال ۱۹۴۹ توسط پژوهشگران کشف شد و سپس مطالعات گسترده‌تری در دههٔ ۱۹۶۰ روی غار انجام گردید. این مجموعه در سال ۱۹۹۹ میلادی به فهرست میراث جهانی یونسکو افزوده‌شد.

## موقعیت

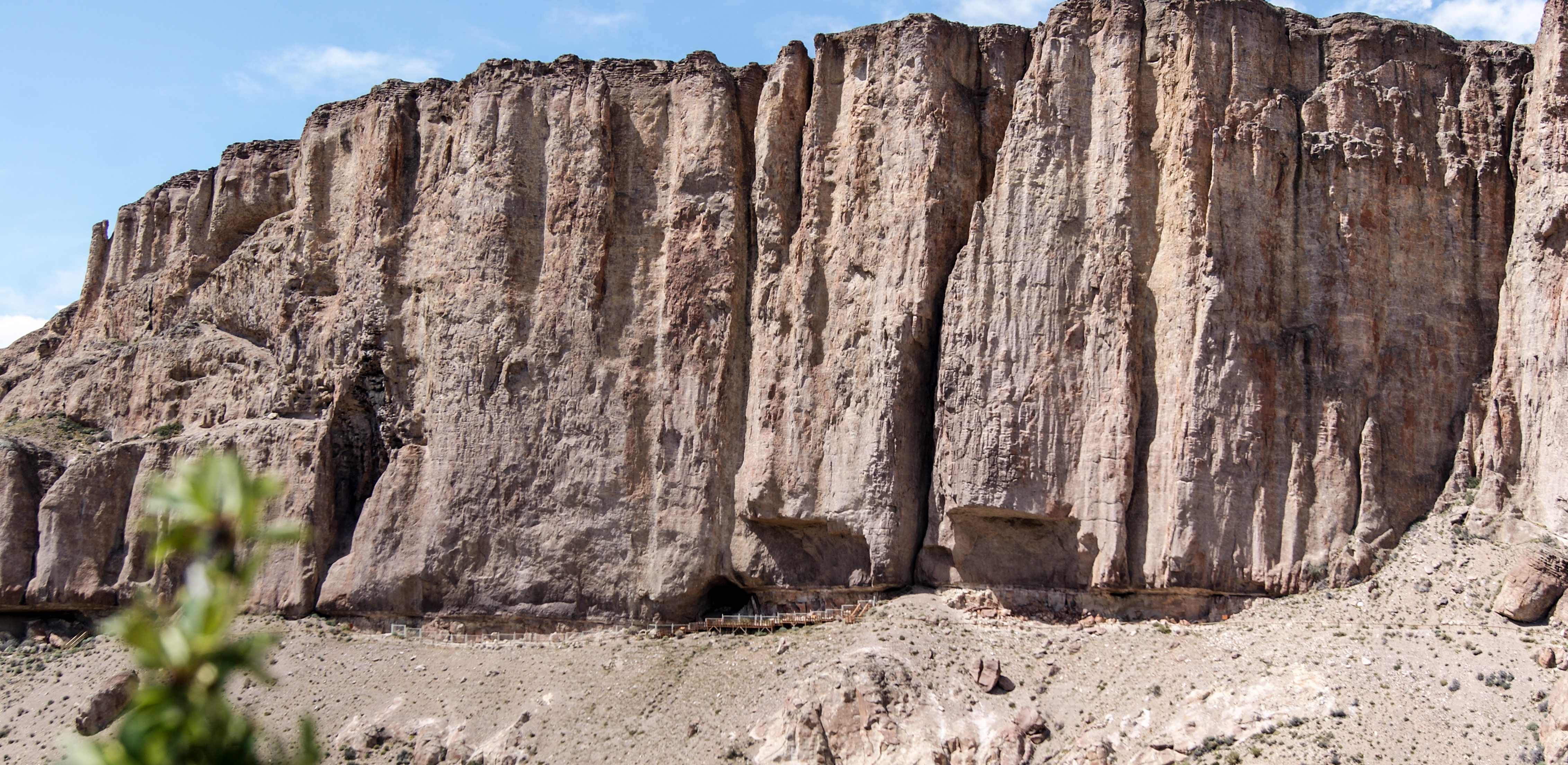
نمایی بیرونی از غار دست‌ها

این غار در درهٔ رود پینتوراس، در نقطه‌ای بکر از پاتاگونیا در آرژانتین قرار دارد که دسترسی به آن از طریق جادهٔ شنی است که جادهٔ روتا ۴۰ را از شمال بایو کاراکولس ترک کرده و ۴۳ کیلومتر (۲۷ مایل) شمال شرقی تا ضلع جنوبی پینتوراس کانیون را طی می‌کند.
غار اصلی ۲۴۸ متر (۸۱۴ فوت) عمق دارد و ورودی آن ۱۵ متر (۴۹ فوت) پهنا و ورودی آن ۱۰ متر (۳۳ فوت) ارتفاع دارد. زمین داخل غار دارای شیب صعودی است که در ارتفاعی حدود ۲ متر (۶٫۶ فوت) به پیش می‌رود.

## آثار هنری
ویژگی‌های غار دست‌ها، شامل یک جاذبهٔ باستان‌شناسی، محیط‌های اطراف و نمایش‌های هنری آن است که به آن ارزش جهانی داده‌است. عامل مهم مشهوریت این غار، عدم از بین رفتن نقاشی‌ها و طرح‌ها به خاطر عوامل و تهدیدهای محیطی است. زیستگاه اطراف این محوطهٔ باستان‌شناسی دست‌نخورده و بکر است و دارای گونه‌ای مشابه حیواناتی است که حدود ۱۰٬۰۰۰ سال پیش به‌طور کاملاً هنری در غار نقاشی شده‌اند. این مورد همچنین در مورد گونه‌های گیاهی نیز صدق می‌کند.
تصاویر دست‌ها به‌صورت نگاتیو نقاشی شده‌اند، و در واقع شابلون‌گذاری شده‌اند. اعتقاد بر این است که ساکنان غار، جای دست خود را با کمک رنگ در لوله‌هایی از استخوان بر دیوارهٔ غار نقاشی می‌کردند. اکثر آثار از دست چپ هستند، که نشان می‌دهد احتمالاً لوله‌های اسپری را در دست راست خود نگه می‌داشتند و بر روی دست چپ‌شان رنگ را اسپری می‌کردند.
در کنار دست‌ها، نقاشی‌هایی از انسان، گواناکو، ریا، گربه‌ایان و دیگر حیوانات، و همچنین اَشکال هندسی مانند زیگزاگ و نیز خورشید و صحنه‌هایی از شکار نقاشی شده‌اند. جامعهٔ شکارچی-گردآورندگانی که در این غار ساکن بودند، این نقاشی‌ها را برای دنبال‌کردن شکار خود که در آن زمان بیشتر یک گونه از لاما بود می‌کشیدند. محبوب‌ترین وسیلهٔ شکار در آن زمان چیزی به نام بولا بود که مانند گرز می‌ماند با این تفاوت که سر آن توپ مانند است و به چیزی شبیه طناب وصل می‌شود.
هنرمندان از رنگدانه‌های معدنی شامل اکسید آهن برای رنگ قرمز و بنفش، از کائولینیت برای تولید رنگ سفید، از ژاروسیت برای زرد، و از منگنز اکسید برای سیاه استفاده می‌کردند.

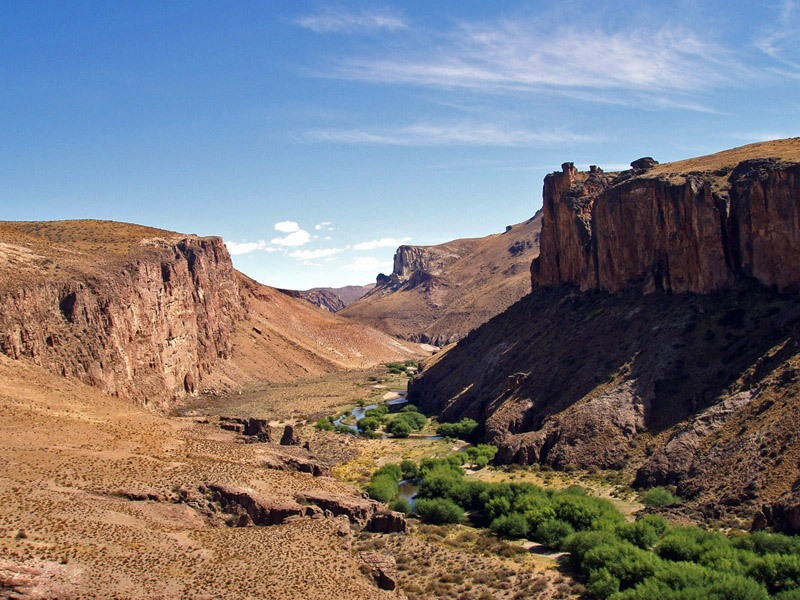
درهٔ  رود پینتوراس
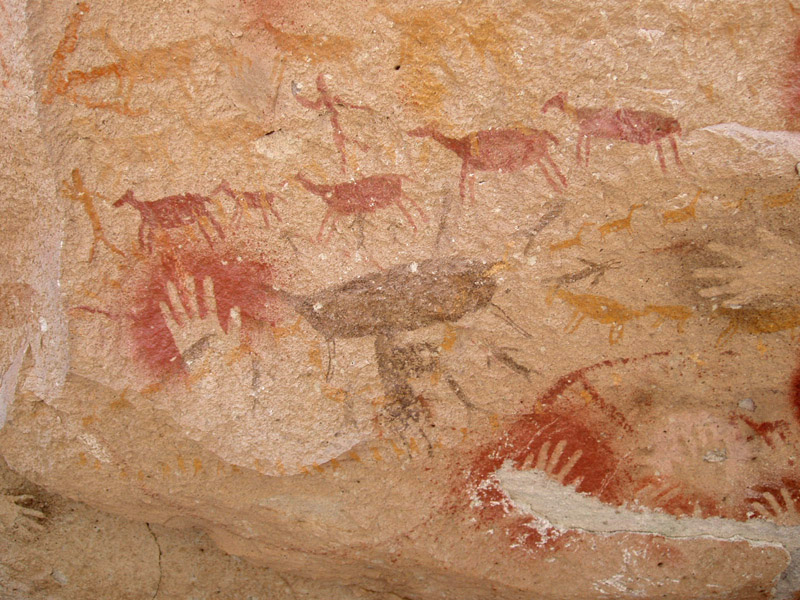
صحنهٔ شکار
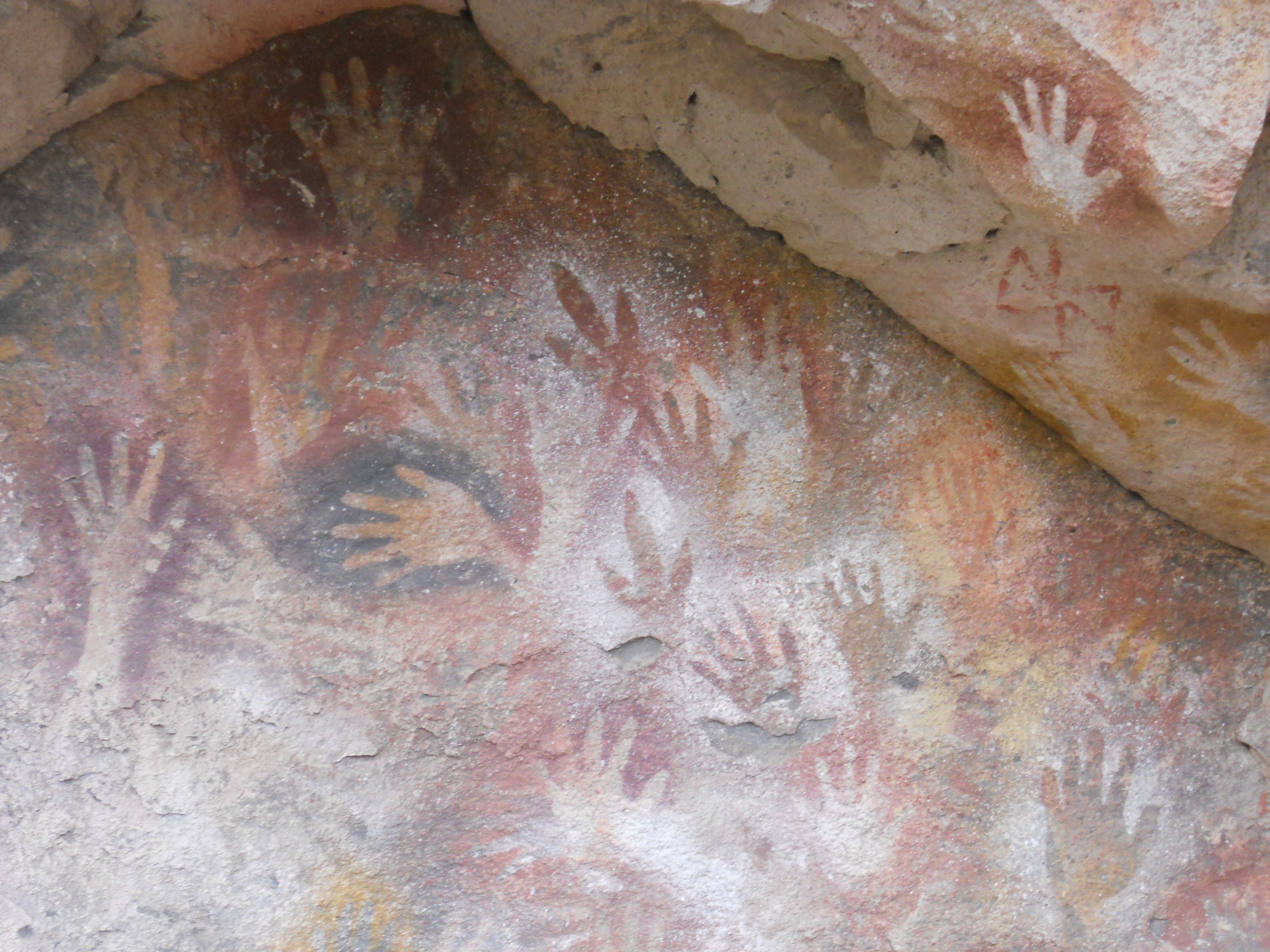
پای ریا (پرنده) در میان دست‌های انسان

## اصالت
صحت هنر سنگی غار دست‌ها غیرقابل انکار است. این جاذبه برای چندین هزار سال بدون تغییر مانده‌است در حالی که هرگز هیچ‌گونه بازسازی یا مرمتی روی آن انجام نشده‌است. این غار در نیمهٔ دوم سدهٔ بیستم در میان جامعهٔ علمی بسیار محبوب شد. کاوش‌های باستان‌شناسی این غار بسیار محدود است، بنابراین برای به دست آوردن حداکثر اطلاعات برای به دست آوردن تاریخ این غار، باستان‌شناسان تنها از لایه‌های موجود و نوع نقاشی‌ها و مصالح به‌کاررفته استفاده کرده‌اند.
کاوش‌های باستانی نشان داده‌اند که احتمالاً این سایت قدیمی برای افرادی ساکن در منطقه بوده که در ۱۰ هزار سال پیش زندگی می‌کرده‌اند. شواهد باستانی باعث شدند که ارتباط میان سطوح فرهنگی آن زمان و نقاشی‌ها مورد توجه قرار گیرد. صحت توالی تصویری نیز توسط تحقیقی جامع تأیید شد. توالی هنر غار دست‌ها مبتنی بر مطالعهٔ دقیق هم‌پوشانی، استفادهٔ متفاوت از رنگ‌ها، حالت‌های مختلف حفاظت از آن و محل نمایش در بخش‌های مختلف شرح داده شده‌است. ارتباط آن با سطوح مختلف فرهنگی این غار از طریق ارزیابی کربن ۱۴ و شاخص‌هایی که ارتباط مستقیم با آن را نشان می‌دهد، مانند رنگدانه‌های معدنی یا باقی‌ماندهٔ قطعات نقاشی‌شده که از دیوار بیرون زده‌اند و در حفاری یافت می‌شود، مطالعه می‌شود.
این عناصر، همراه با شواهد تحقیقات دانشمندان از واقعی و اصیل بودن غار دست به‌عنوان نمونهٔ منحصر به فرد یکی از اولین جوامع شکارچی-گردآورنده‌ای که در منطقهٔ آمریکای جنوبی در هولوسن زندگی می‌کردند به‌شدت حمایت می‌کند. غار دست‌ها آرژانتین حدود ۲۴ متر عمق دارد و دهانه آن حدود ۱۴ متر عرض دارد. درون غار شیبی صعودی را مشاهده می‌کنید که در ارتفاعی حدود ۲ متر به پیش می‌رود.

## وضعیت غار
این غار و محوطهٔ اطراف آن محیطی خاص و منحصر به فرد است که در هر دو سطح استانی و منطقه‌ای، ارزش زیادی برای جاذبه‌های طبیعی آرژانتین دارد. شرایط آب و هوایی خوب این غار (رطوبت کم، عدم منافذ نفود آب، سنگ‌های پایدار) تضمین عالی بودن وضعیت حفاظت این غار است که به پایدار بودن نقاشی‌ها منجر شده‌است. اگرچه رشد گردشگری در پاتاگونیا در سال‌های اخیر، موجب آسیب رساندن به این منطقه شده‌است. این آسیب‌ها شامل تخریب برخی نقاشی‌های دیواری، حذف قطعات سنگ‌های رنگ‌شده، دست زدن به سطوح رنگی، انباشت گرد و غبار و زباله است.